# Huszita-ház (Gönc)
Az úgynevezett Huszita-ház Gönc északi részén, a Kossuth Lajos utcában található. A helyi hiedelem szerint husziták építették és lakták eredetileg, bár ezt máig sem sikerült minden kétséget kizáróan bizonyítani. Ma tájház.

## Története
Az épület a Gönci-patakkal párhuzamos főút mentén áll, amely régen az észak–déli kereskedelmi és hadi főút volt egyben.
A ház fala kőből készült, amelyet mészkőhabarcsba helyezve raktak ki. A lakószintet megemelték, és szűk ablaknyílásokat alakítottak ki, valamint pincét, ahhoz kapcsoltan pedig a telek vége felé induló és a szomszédos pincékbe ágazó járatokat vájtak ki. Az erődített jellegre és a menekülési útvonalként is szolgáló járatrendszerre a környékre jellemző gyakori csatározások miatt volt szükség.
A műemlék jellegű épület lakótere három osztatú, egy tisztaszobára, egy konyhára és egy kisszobára oszlik, amelyekhez kapcsolódik a kamra és a pince. 1832-ben jelentős átalakításon ment keresztül, végül az 1975-től 1978-ig tartó újabb átalakítás során nyerte el mai formáját.
Ekkor, 1978-ban, az egykori lakóházban a 19. század második felének állapotait tükröző paraszt-polgári lakásbelsőt alakítottak ki, amely a Tokaj-Hegyaljáról a Felvidékre és Lengyelországba irányuló borkereskedelemből élők viszonylagosan jómódú életkörülményeit mutatja be. Ehhez kapcsoltan a tárlat bepillantást enged a helyi fazekasok, bognárok, cipészek, kádárok, papucsosok, szénégetők és molnárok akkori mindennapjaiba is.
A kiállítás nemcsak a házban látható, hanem az alatta futó pincerendszerben is folytatódik; itt van a környék legnépszerűbb termékéből, a mértékegységgé vált 136,6 literes gönci hordóból is kiállítva néhány. Azt, hogy hány puttonyos az aszúbor, máig is úgy számolják, hogy hány puttony aszútésztát adnak egy gönci hordónyi (azaz 136,6 liter) musthoz.
A Huszita-ház udvara és az udvart követő hátsó épületek Gönc régi településszerkezetét mutatják, amely magán viseli az 1200-as évek utáni betelepítés nyomait. Ezek a jellegzetes hosszú telkek és a rajta levő egymás mögötti soros beépítés a családosztódások következménye. A kőépületek kontyoltak és szinte valamennyi alápincézett.
A tájházban őrzik a közeli pálos kolostorrom egyetlen megmaradt faragott kőablakát is.

## Külső hivatkozások
- Adatlapja a Vendégváró oldalán
- adatlapja a museum.hu oldalán